# Yarra Park
Yarra Park är en park i Australien. Den ligger i kommunen Melbourne och delstaten Victoria, nära delstatshuvudstaden Melbourne.
Runt Yarra Park är det mycket tätbefolkat, med 2 915 invånare per kvadratkilometer.. Närmaste större samhälle är Melbourne, nära Yarra Park. 
Runt Yarra Park är det i huvudsak tätbebyggt. Genomsnittlig årsnederbörd är 1 244 millimeter. Den regnigaste månaden är juli, med i genomsnitt 140 mm nederbörd, och den torraste är januari, med 49 mm nederbörd.